# یواس‌اس بنفولد (دی‌دی‌جی-۶۵)
یواس‌اس بنفولد (دی‌دی‌جی-۶۵) (به انگلیسی: USS Benfold (DDG-65)) یک کشتی است که طول آن ۵۰۵ فوت (۱۵۴ متر) می‌باشد. این کشتی در سال ۱۹۹۴ ساخته شد.